# E iotifiat
E iotifiat (Ѥ, ѥ) este o literă a alfabetului chirilic vechi. Este o alipire a unui „І” de un „Є”, reprezentând vocala iotifiată /E/.